# Chilomys
Genre
Chilomys est un genre de mammifères de l'ordre des rongeurset de la famille des cricétidés.

## Liste des espèces
- Chilomys instans (Thomas, 1895)